# ألمانيا في الألعاب الأولمبية
ألمانيا في الألعاب الأولمبية لدى الألعاب الأولمبية شعبية عند الألمان، ألمانيا أيام الإمبراطورية كانت أول الدول التي شاركت في الألعاب الأولمبية الصيفية 1896 في أثينا في اليونان وشاركت في أول 5 ألعاب أولمبية، لكنها لم تشارك في أولمبياد 1920 و 1924 احتجاجاً على عدم استضافة برلين للأولمبياد والتي أختيرت مسبقاً قبل الحرب العالمية الأولى، وثم عادت ألمانيا للمشاركة في 1928 بعد أن تم السماح لبرلين باستضافة الألعاب الأولمبية في 1936، إستضافت مدينة برلين عاصمة ألمانيا الألعاب الأولمبية الصيفية 1936 في أيام حكم أدولف هتلر وأنهت ألمانيا الأولمبياد في صدارة جدول الميداليات، بعد انقسام ألمانيا إلى ألمانيا الشرقية وألمانيا الغربية شاركت ألمانيا بفريق موحد في أولمبياد 1956 و 1960 و 1964 لكن الفريق الألماني إنقسم في الألعاب الأولمبية الصيفية 1968 في مكسيكو سيتي في عام 1970 إستضافت مدينة ميونخ في ألمانيا الغربية الألعاب الأولمبية الصيفية 1970 وإحتلت المركز الرابع على جدول الميداليات، في أولمبياد الألعاب الأولمبية الصيفية 1980 في موسكو قاطعت ألمانيا الغربية المشاركة في الأولمبياد إحتاجاجاً على الغزو السوفيتي لأفغانستان في سنة 1979، وفي الألعاب الأولمبية الصيفية 1984 قاطعت ألمانيا الشرقية في لوس أنجلوس في الولايات المتحدة، شاركت ألماينا في الألعاب الأولمبية الصيفية 1992 بفريق موحد بعد إعادة دمج ألمانيا في 1990، ومنذ ذلك الحين كانت ألمانيا تحتل المراكز العرة الأولى في جدول الميداليات في الألعاب الأولمبية الصيفية، أغلب ميداليات ألمانيا كانت في ألعاب القوى والسباحة والفروسية والتجديف ورياضات أخرى.
في الألعاب الأولمبية الشتوية شاركت ألمانيا لأول مرة كانت في الألعاب الأولمبية الشتوية 1928 في سان موريتز في سويسرا وعادة ما كانت تحتل المراكز العاشرة الأولى، كما أن ألمانيا إحتلت المركز الأول في 3 دورات أولمبية.

## اقرأ أيضاً
- الرياضة في ألمانيا